# Fur (film)
Fur eller Fur: An Imaginary Portrait of Diane Arbus är en film från 2006 där Nicole Kidman spelar Diane Arbus, en fotograf som är känd för sina fotografier av annorlunda människor. 
Filmer regisserades av Steven Shainberg, och manusförfattare var Erin Cressida Wilson som främst använde Patricia Bosworths biografi om Arbus som källmaterial. Som titeln till filmen antyder, är filmen snarare fiktion än en ren biografi. Filmen handlar om att Diane Arbus slits mellan sitt familjeliv hos sin make Allan Arbus (Ty Burrell) och sin granne, den Hypertrichosis-sjuke Lionel Sweeney (Robert Downey, Jr.).

## Skådespelare
- Nicole Kidman - Diane Arbus
- Robert Downey Jr. - Lionel Sweeney
- Ty Burrell - Allan Arbus
- Harris Yulin - David Nemerov
- Jane Alexander - Gertrude Nemerov
- Emmy Clarke - Grace Arbus
- Genevieve McCarthy - Sophie Arbus
- Boris McGiver - Jack Henry
- Marceline Hugot - Tippa Henry
- Mary Duffy - Althea